# Manifestations de 2021 pour l'ordination épiscopale monténégrine
 (août 2023).

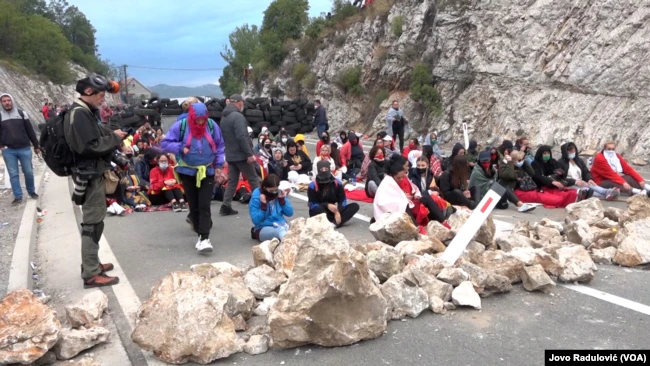
Un blocage le 5 septembre 2021

Les manifestations de 2021 pour l'ordination épiscopale monténégrine sont une série de manifestations contre l'ordination de Mgr Joanikije (en) en tant que nouveau métropolite du Monténégro de l'Église orthodoxe serbe qui doit avoir lieu au monastère historique de Cetinje.
Les manifestations font suite aux problèmes non résolus des précédentes protestations du clergé (en) et des protestations nationalistes en cours (en).
Les manifestations ont ravivé les tensions ethniques entre les Monténégrins et les Serbes, et exacerbé les craintes concernant l'influence serbe dans l'État.
Les manifestations qui ont suivi ont été accueillies par la police qui a tiré des gaz lacrymogènes sur les manifestants. Des dizaines de blessures ont été signalées.